# Ernst Würdinger
Ernst Würdinger (* 20. Februar 1952 in Passau) ist ein österreichischer Dirigent, Komponist und Universitätsprofessor.

## Leben
Nach seiner Schulzeit am Stiftsgymnasium Wilhering, wo er von Balduin Sulzer in Musik unterrichtet wurde, studierte Würdinger Komposition, Dirigieren und Musikpädagogik an der Wiener Musikhochschule bei Erich Urbanner und Othmar Suitner. Von 1978 bis 1985 war er Kapellmeister an der Oper Frankfurt unter Michael Gielen. Zwischen 1985 und 1991 war er Lehrbeauftragter für Klavier, Klavierpraktikum, Korrepetition, Harmonielehre und Gehörbildung, seit 1991 ist er Ordentlicher Professor für Tonsatz an der Universität für Musik und darstellende Kunst Wien.
Von 1991 bis 1999 war Würdinger künstlerischer Leiter der Mödlinger Singakademie. Seit 1996 leitet er den Chorus Klosterneuburg.
Würdinger ist als freiberuflicher Komponist, Dirigent und Pianist tätig.